# Трамп, Мелания
Мела́ния Трамп (англ. Melania Trump; в девичестве — Кнавс (словен. Knavs), Кнаусс (англ. Knauss); род. 26 апреля 1970, Ново-Место, СР Словения, СФРЮ) — американская фотомодель, дизайнер наручных часов и ювелирных изделий. Первая леди США с 20 января 2025 года.  
Супруга 45-го и 47-го президента США Дональда Трампа. Вторая в истории страны (после Жаклин Кеннеди) первая леди, исповедующая католицизм. Вторая в истории страны (после Луизы Адамс) первая леди, родившаяся за пределами США. Вторая в истории страны (после Френсис Кливленд) женщина, ставшая первой леди дважды.
Помимо родного словенского, также владеет ещё пятью языками: английским, немецким, французским, итальянским и сербохорватским.

## Происхождение
Генеалогическое древо Мелании составляют множество ветвей, представители которых охватывают шесть стран: Австро-Венгрию, Королевство Югославию, нацистскую Германию, социалистическую Югославию, Словению и США.

### Отцовская линия
Антон Кнавс, прадед Мелании, родился 10 июня 1874 года. Был женат на Алоизии Бевк, уроженке соседней деревни Свети-Юрий. Свадьба состоялась в ноябре 1898 года. У пары родились восемь детей: первенцы Антон и Франчишка, Йожеф (дедушка Мелании), Франк, Амалия, Мария, Юлиана и Кристина.
Дед Мелании родился 3 марта 1904 года. Незадолго до начала Второй мировой войны обручился с Антонией Рибич. Связи супруги с семьёй Ёж, владевшей небольшой гостиницей в городе Ягненица, позволили молодой паре арендовать ресторан. Йожеф нашёл работу на расположенной
неподалёку фабрике по производству бумаги, а Антония стала руководить рестораном. Вскоре у пары родился первенец Йошко (умер в школьные годы из-за несчастного случая). Во время Второй мировой войны на свет появился второй ребёнок, отец Мелании. Родители дали сыну немецкое имя Вальдемар (Виктор), надеясь, что это обезопасит семью во время немецкой оккупации. Позднее они переехали в Радече, где 17 апреля 1944 года у пары родился третий сын Германн (Герман).
Виктор Кнавс, отец Мелании, работал шофёром мэра Храстника с февраля 1964 года. Два года спустя переехал в соседний Трбовле, где в течение двух лет являлся личным водителем местного главы. В апреле 1968 года стал шофёром у директора текстильной фабрики, прежде чем его уволили примерно через 14 месяцев. Впоследствии работал продавцом автомобилей и мотоциклов на малых предприятиях, а позднее — в «Slovenija Avto», одной из крупнейших компаний страны. 16 января 1991 года основал Knaus-Haus со штаб-квартирой в Любляне. Основная деятельность компании заключалась в продаже мопедов и мотоэкипировки (в настоящее время упразднена).

#### Германизация фамилии
В начале 1940-х годов Югославия находилась под оккупацией. Проводилась политика германизации документов, названий городов и регионов. Жители оккупированной земли могли использовать только немецкую вариацию, поэтому фамилия отца Мелании указывалась как Кнаусс. В 1990-х годах Виктор назвал собственный бизнес Knaus-Haus, тем самым снова германизировав словенскую фамилию. Мелания придерживалась данной вариации, когда начинала карьеру в сфере моделинга.

### Материнская линия
Антон Ульчник, дедушка Мелании, родился 9 января 1910 года в небольшом поселении под названием Подоб. Его отец вскоре умер, а мать Марьета, снова вышла замуж. В связи со смертью отца, ребёнку был назначен попечитель, сапожник Йожеф Штефанич, благодаря которому он так же занялся сапожным делом. В 17 лет переехал в Раку, где вплоть до начала Второй мировой войны работал под началом мастера Младича. Здесь же познакомился с Амалией Глихой, с которой вскоре обручился. У пары родились восемь детей: Желько Антон, Ида, Станислав, Ида, Ольга, Амалия (мать Мелании), Мария и Франци. Амалия и Ольга родились не в Раке, как все остальные дети Ульчников, а неподалёку от австрийского города Грац в коммуне Юдендорф-Штрассенгель. В 1946 году семья вернулась в Раку.
Мать Мелании Амалия Кнавс (9 июля 1945 — 9 января 2024) и её сестра Ида вплоть до выхода на пенсию работали на фабрике по производству детской одежды «Jutranjka» (Севница). 29 июля 1967 года Амалия вышла замуж за Виктора Кнавса.

## Биография и карьера

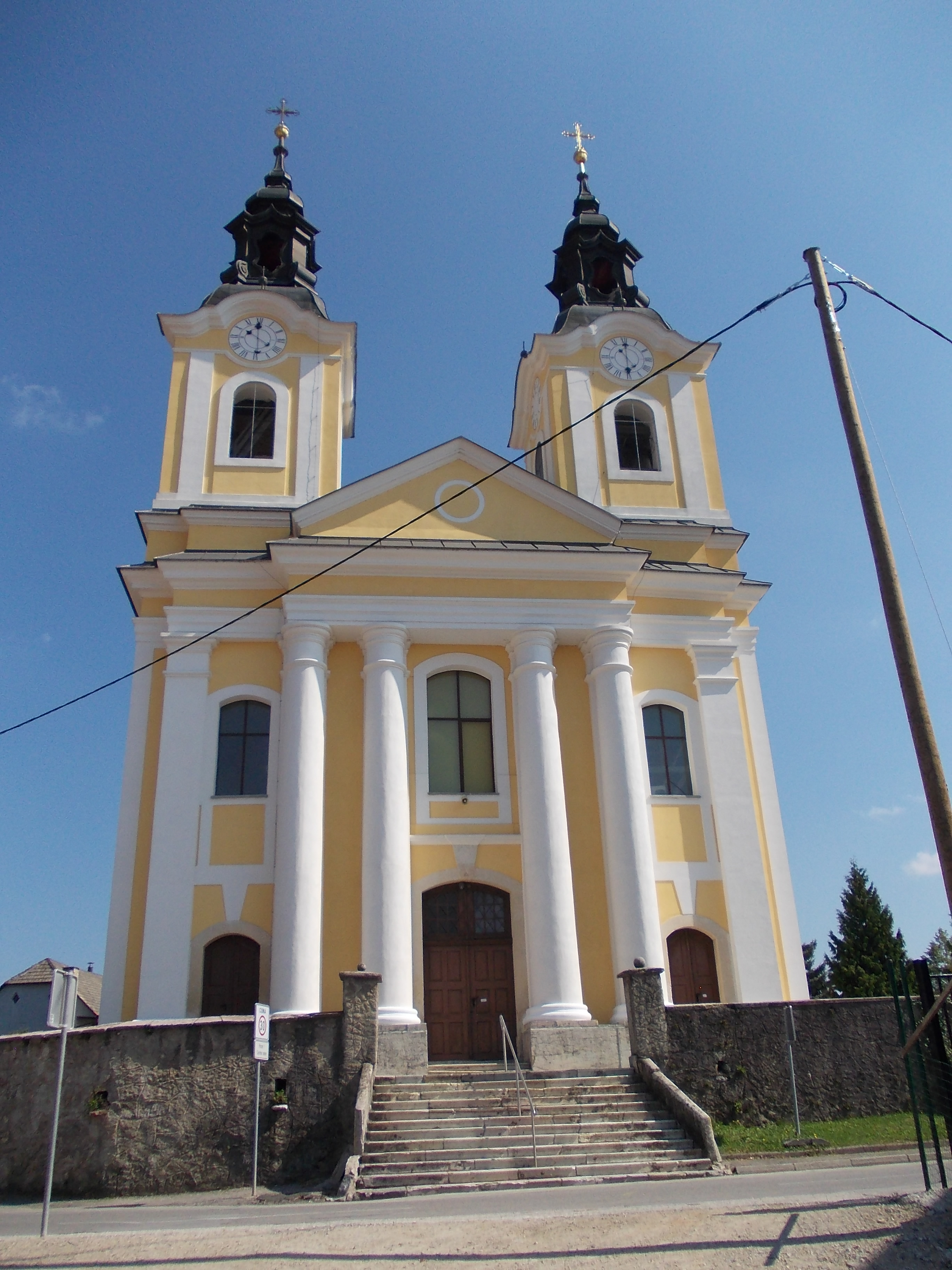
Церковь св. Лаврентия, где состоялось крещение Мелании

### Ранние годы
Родилась 26 апреля 1970 года в Ново-Место, Югославия, став вторым ребёнком в семье (первенцем была её сестра Инес). 14 июня Мелания была крещена в церкви Святого Лаврентия, расположенной в родном для её матери городе Рака. Выросла в Севнице, находящейся в часе езды от словенской столицы. Большинство детей того периода посещали детский сад, однако Мелания вместе с сестрой и дочерью друзей семьи Дианой Дернач воспитывались няней, которую они называли «тётушкой», до шести-семи лет. 
В 1975 году, в возрасте пяти лет Мелания впервые появилась на подиуме. Произошло это на модных показах в Любляне для двух текстильных фабрик Словении «Jutranjka», где работала её мать, и «Mura» из города Мурска-Собота. Первые фотографии Мелании в качестве модели датированы январём 1977 года. Помимо Любляны, Мелания дефилировала в Раденцах и в Белграде. Амалия Кнавс рисовала эскизы нарядов для своей дочери. Любимыми предметами в школе являлись география и изобразительное искусство. По словам учительницы английского языка Романы Ивачич, Мелания «всегда выглядела экстравагантно». Если она покупала какую-нибудь одежду, то старалась её переделать или что-либо к ней пришить; увлекалась вязанием, особенно шерстяных головных уборов, которые впоследствии выступали в качестве аксессуара.
В сентябре 1985 года стала учиться в Профессиональном училище фотографии и дизайна, расположенном в Любляне. В 1987 году познакомилась с Питером Бутолном, который впоследствии стал советником по связям с общественностью премьер-министра Янеза Дрновшека и его преемника Антона Ропа. Их отношения длились недолго. Предположительно пара рассталась осенью того же года, когда Бутолн был призван на обязательную военную службу. По окончании обучения, осенью 1989 года поступила в Люблянский университет на факультет архитектуры, гражданского строительства и геодезии, выбрав специальность «дизайн» (включена в программу «архитектура»). Тогда же уехала в Рим, где участвовала в конкурсе на должность пресс-секретаря «Чинечитты», в котором одержала победу. По итогам первого курса обучения в университете, Мелания приняла решение бросить обучение, имея в пассиве две несданных дисциплины.

### Карьера модели
В возрасте семнадцати лет начала модельную карьеру. Сотрудничала со словенским фотографом Стане Йэрко (Stane Jerko), которому удалось установить антропометрические параметры Кнавс. По его данным, рост Мелании составлял 176,5 см, вес — 55 кг, параметры фигуры — 85-65-93.
В 1992 году заключила контракт с модельным агентством «Riccardo Gay» (Милан). В том же году заняла третье место в конкурсе красоты «Look of the Year» (Словения). Весной 1993 года в Вене познакомилась с представителем модельного агентства Elite, владельцем Girls & Boys Вольфгангом Шварцом, который впоследствии обеспечил ей продвижение, а также выход на европейские глянцы. Первым таковым значится её появление на обложке испанского журнала Bazaar (апрель 1996 года). В середине 1990-х годов Мелания преимущественно работала за границей, в основном в Милане, Париже и Мадриде, по крайней мере один раз была замечена на показе мод в Дюссельдорфе. Её клиентами значились Les Copains, Coveri, Mariella Burani, Pernas, Versus и Ferre. В середине 1995 года познакомилась с совладельцем «Metropolitan Models» Паоло Дзамполли, другом своего будущего мужа Дональда Трампа, который находился в скаутской поездке по Европе. Дзамполли убедил её переехать в США. В 1996 году Кнавс поселилась на 14-й улице в центре Манхэттена, в башнях Зекендорф-тауэрс. Работала в Штатах, а именно в Нью-Йорке и Лос-Анджелесе. Снималась в основном для рекламных каталогов. В 2001 году появилась в фильме «Образцовый самец».

### Супруга Дональда Трампа

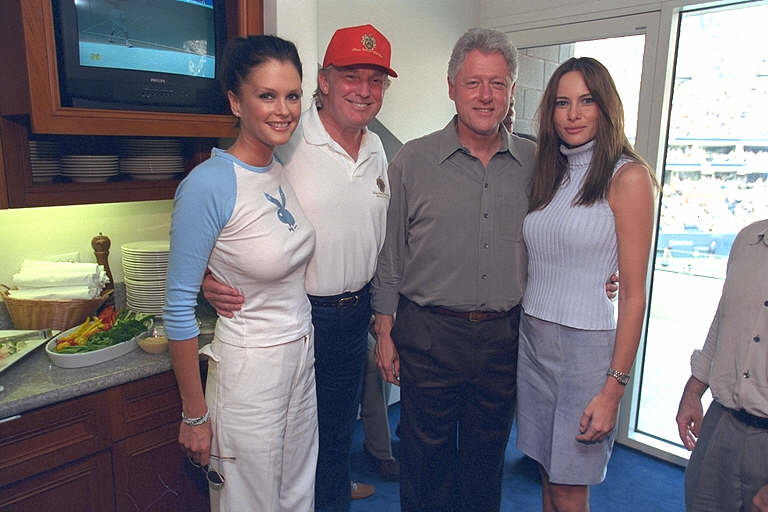
Карен Макдугал, Дональд Трамп, Билл Клинтон и Мелания Кнавс (будущая Трамп). Фотография 2000 года

По воспоминаниям Дзамполли, Дональд Трамп и Мелания Кнавс познакомились в конце 1998 года на вечеринке в «Kit Kat Club» во время нью-йоркской Недели моды. В тот вечер Трамп прибыл в клуб в сопровождении норвежки Селины Миделфарт. Мелания же находилась в компании фотографа Эдит Мольнар и своего агента Паоло Дзамполли, которые позднее представили её Трампу, когда он проходил мимо. На тот момент Мелании — 28 лет, а Дональду — 52 года. В то время Трамп всё ещё состоял в браке с Марлой Мейплз (с 1997 года они жили раздельно). Отношения укрепились, когда Мелания стала профессиональной моделью и начала выступать в Нью-Йорке. Их связь получила огласку после запуска бизнес-ориентированного реалити-шоу Трампа «The Apprentice», а также после их совместного выступления на «The Howard Stern Show», где Трамп сообщил о «любви своей жизни». Известность привела Кнавс к сотрудничеству с британским журналом GQ, для которого она позировала обнажённой. Её фото появилось на обложке выпуска за январь 2000 года. Впоследствии она также появлялась в журналах Harper’s Bazaar, Glamour, Vanity Fair, Elle, Vogue. Американский модельер Оскар де ла Рента называл Меланию «воплощением женственности».
Они появились вместе, когда Трамп проводил кампанию по выдвижению кандидатом в президенты от Партии реформ в 2000 году. На вопрос газеты «The New York Times», какова была бы её роль, если бы он стал президентом, Мелания ответила: «я была бы очень традиционной, как Бетти Форд или Жаклин Кеннеди».

#### Церемония бракосочетания
Трамп и Кнавс обручились в 2004 году. Свадебная церемония состоялась 22 января 2005 года в Епископальной церкви Вифезды-у-моря в Палм-Бич с приёмом, организованном в зале площадью 1,58 тыс. м² в усадьбе «Мар-а-Лаго». Среди гостей значились Кэти Курик, Мэтт Лауэр, Рудольф Джулиани, Хайди Клум, Стар Джонс, Шон Комбс, Шакил О’Нил, Барбара Уолтерс, Конрад Блэк, Реджис Филбин, Саймон Коуэлл, Келли Рипа и Билли Джоэл, которые исполняли хором серенаду «Just the Way You Are» и составили перефразированную песню о Трампе «The Lady Is a Tramp». Кроме того, в качестве гостей на свадьбе присутствовали Билл и Хиллари Клинтон.

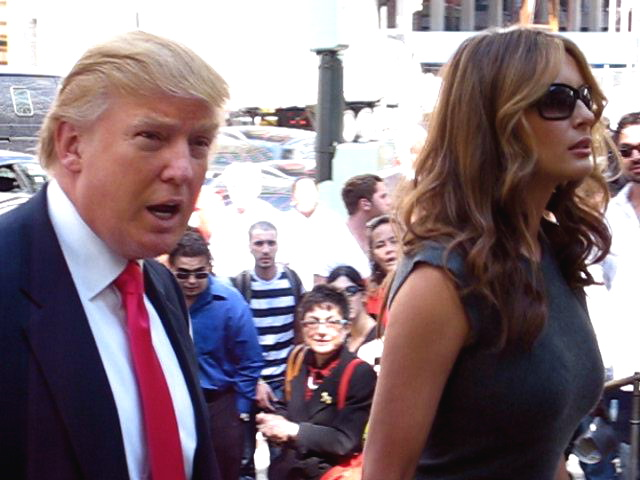
Дональд Трамп и Мелания Трамп (2006)

Их свадебная церемония широко освещалась медийными агентствами, при этом часто упоминалось свадебное платье Кнавс стоимостью 200 тысяч долларов бренда «Christian Dior». Свадебный торт, размером более полутора метров, с наполнителем из Grand Marnier, был покрыт тремя тысячами роз, сделанными шеф-поваром усадьбы.
В 2006 году Мелания Трамп стала гражданкой США. 20 марта 2006 года у пары родился сын Бэррон Уильям Трамп. Он стал пятым ребёнком Трампа. После его рождения Дональд Трамп по телефону сделал 20-минутное заявление радиошоу «Imus in the Morning», сказав, что «всё идеально».

### Собственный бизнес

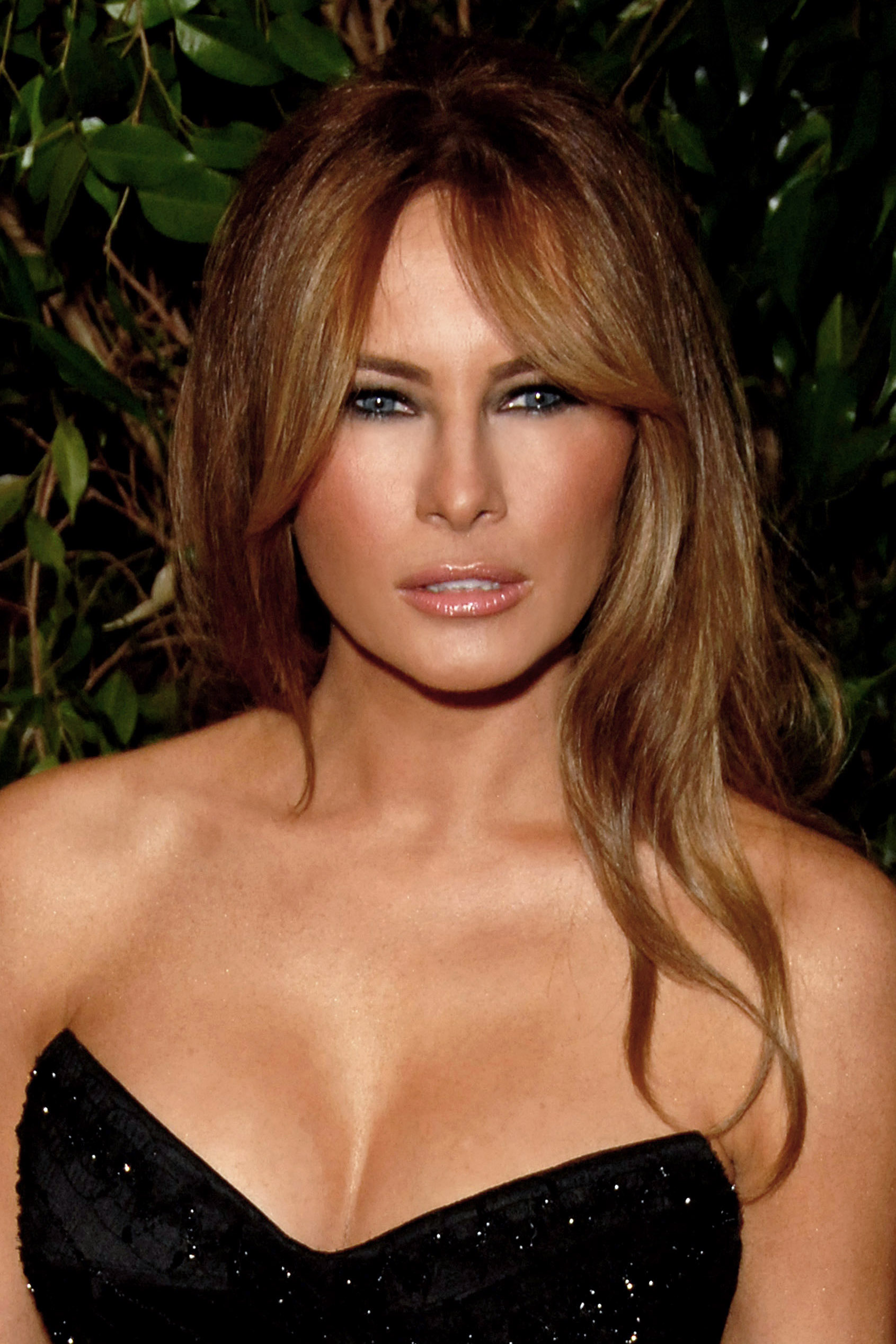
Мелания Трамп в 2011 году

В 2010 году Мелания запустила собственную линейку ювелирных изделий и часов «Melania Timepieces & Jewelry», которая была эксклюзивно представлена в американских магазинах QVC.
Согласно финансовой отчётности за 2016 год, годовой доход Мелании составлял от 15 000 до 50 000 долларов США. После вступления Дональда Трампа в должность Президента Соединённых Штатов Америки представителями Белого дома было объявлено, что «первая леди не намерена использовать своё положение для получения финансовой прибыли в какой бы то ни было форме».
В 2024 году Мелания опубликовала мемуары, в которых она поведала читателям о покушении на её мужа и его отказе признать итоги выборов 2020 года, об обыске в их доме в Мар-а-Лаго и правах женщин на аборт. Книга попала в список бестселлеров по числу предзаказов на Amazon и дебютировала заняв первое место в списке бестселлеров The New York Times в жанре документальной прозы.

### Президентская кампания 2016 года
В ноябре 2015 года Меланию спросили о президентской кампании её мужа, и она ответила: «я поддерживаю его, потому что знаю, что он готов приложить большие усилия ради Соединённых Штатов. Он любит американский народ и хочет помочь ему».
В 2016 году СМИ обвинили Меланию Трамп в том, что два абзаца из её речи, произнесённой во время съезда Республиканской партии, практически слово в слово совпадали с речью Мишель Обамы, с которой та выступила на схожем мероприятии, на съезде Демократической партии в 2008 году. Два дня спустя спичрайтер Трампа Мередит Макайвер взяла на себя ответственность и извинилась за «столь нелепую ситуацию».
В феврале 2017 года она подала в суд на «Daily Mail and General Trust», владельца британского таблоида «The Daily Mail», требуя возмещения ущерба в размере 150 миллионов долларов США за статью, опубликованную в августе 2016 года, в которой утверждалось, что она работала в эскорт-службе. В апреле 2017 года, стороны урегулировали иск, и «The Daily Mail» опубликовал заявление, в котором говорилось: «Мы признаём, что эти утверждения о миссис Трамп не соответствуют действительности». «The Daily Mail» согласился выплатить ей 2,9 миллиона долларов.
За пять дней до выборов она обратилась к своим сторонникам в Пенсильвании: «Наш мир стал слишком грубым, особенно по отношению к детям и подросткам. Плохо, когда над 12-летней девочкой или мальчиком издеваются или ребёнок подвергается жестокой травле. Ужасно, когда это происходит на детской площадке. Более того, считаю абсолютно недопустимым, когда это делает кто-то без имени на просторах Интернета».

## Первая леди США
20 января 2017 года Мелания Трамп стала первой леди США. Трамп являлась второй женщиной иностранного происхождения, носящей титул первой леди, после Луизы Адамс, жены Джона Куинси Адамса, которая родилась в 1775 году в Лондоне в семье отца из Мэриленда и матери-англичанки. Она также стала первой натурализованной (не по праву рождения) гражданкой США, обладающей этим званием, и первой, чьим родным языком не является английский.

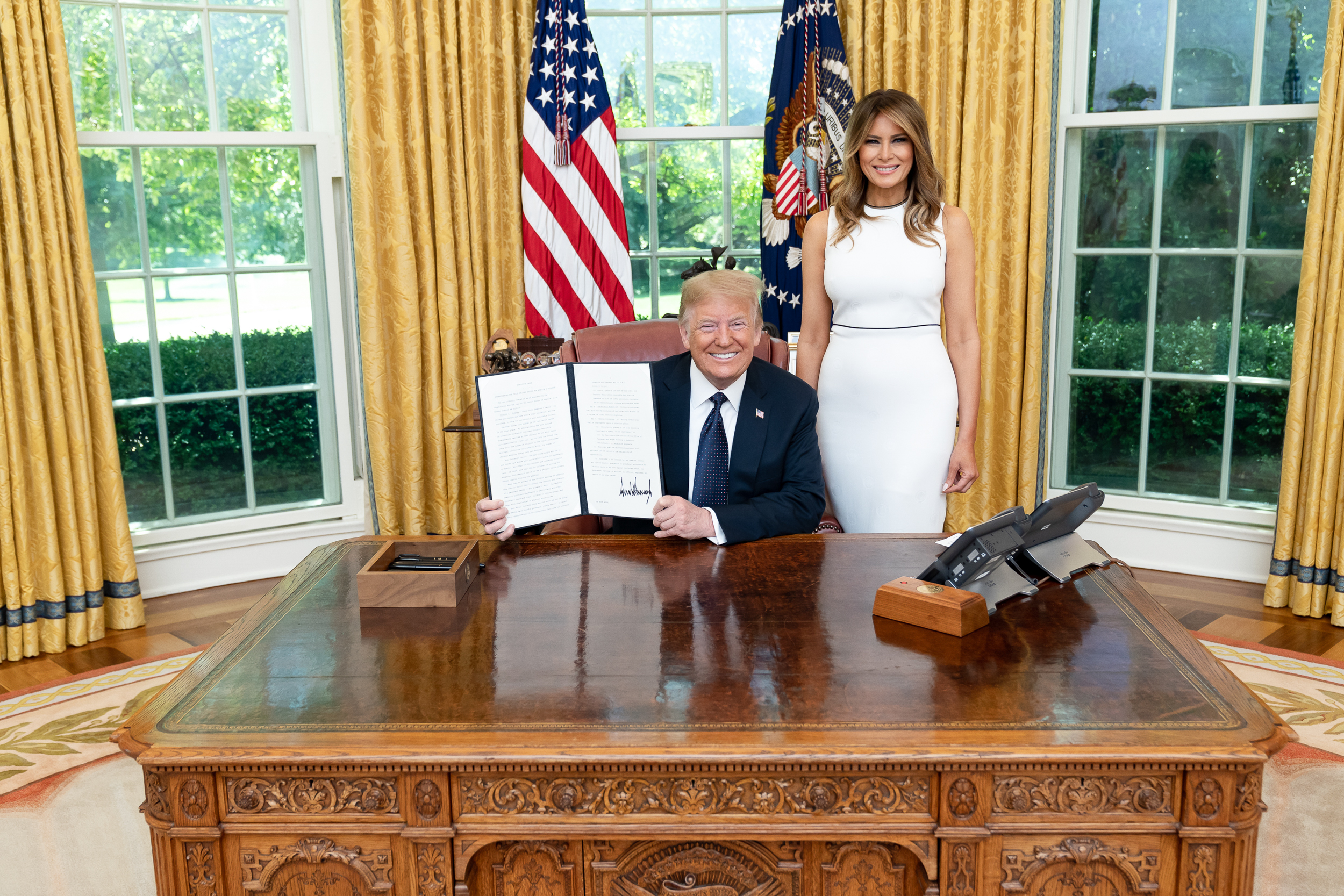
Первая леди Мелания и 45-й президент США Дональд Трамп в Белом доме

После вступления Трампа в должность президента США, Мелания осталась жить в Манхэттене в «Trump Tower» со своим сыном Бэрроном до завершения им учебного года. 11 июня 2017 года она вместе с сыном переехала в Белый дом.
8 марта 2017 года она провела своё первое мероприятие в Белом доме — ланч по случаю Международного женского дня. Она рассказала собравшимся женщинам о своей жизни в качестве иммигрантки и о работе по достижению гендерного равенства как внутри страны, так и за рубежом, отметив существенную роль образования, как инструмента борьбы с данной проблемой.
26 декабря 2017 года первая леди США Мелания Трамп потребовала спилить двухсотлетнюю магнолию на южной лужайке Белого дома, которую в 1828 году посадил президент США Эндрю Джексон. Причиной данного требования явилось беспокойство первой леди США за безопасность посетителей Белого дома, которые часто находились под ветхим деревом.
23 апреля 2018 года Мелания приняла активное участие в планировании первого государственного ужина администрации Трампа в связи с визитом президента Франции Эмманюэля Макрона. Это мероприятие собрало около 150 человек. Так, в списке гостей значились вице-президент США Майк Пенс с женой, глава Пентагона Джеймс Мэттис, глава аппарата Белого дома Джон Келли, советник по нацбезопасности Джон Болтон, директор ЦРУ и будущий госсекретарь США Майк Помпео, многие другие высокопоставленные представители Белого дома и государственного департамента, а также сенаторы и конгрессмены. Приглашения на ужин также получили глава МВФ Кристин Лагард, бывший госсекретарь США Генри Киссинджер, медиамагнат Руперт Мёрдок, олимпийские чемпионы, банкиры и даже глава корпорации «Apple» Тим Кук. Вместе с Брижит Макрон, женой французского президента, Трамп посетила выставку Поля Сезанна в Национальной галерее искусства в Вашингтоне.

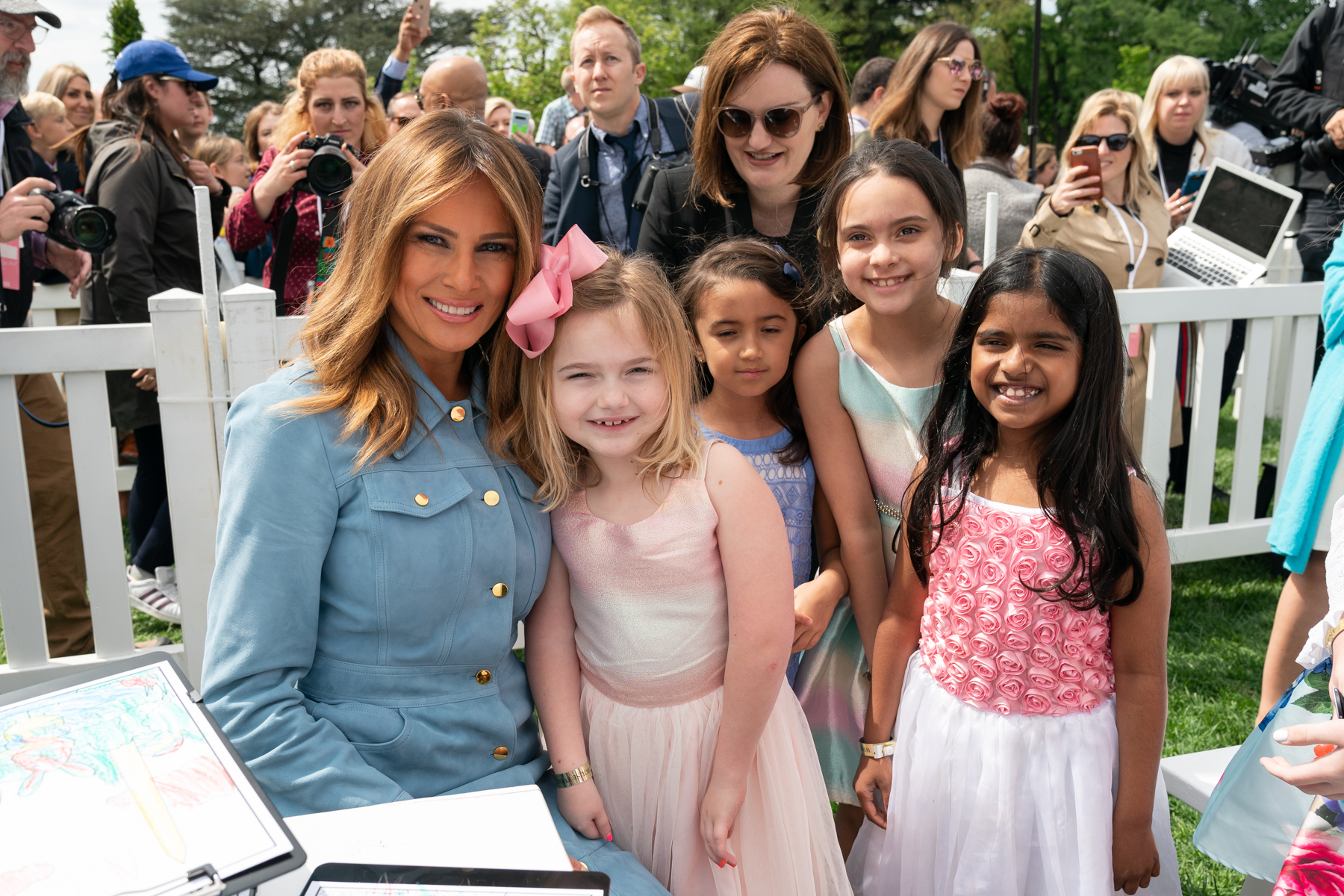
Мелания, праздник Пасхи (2019 год)

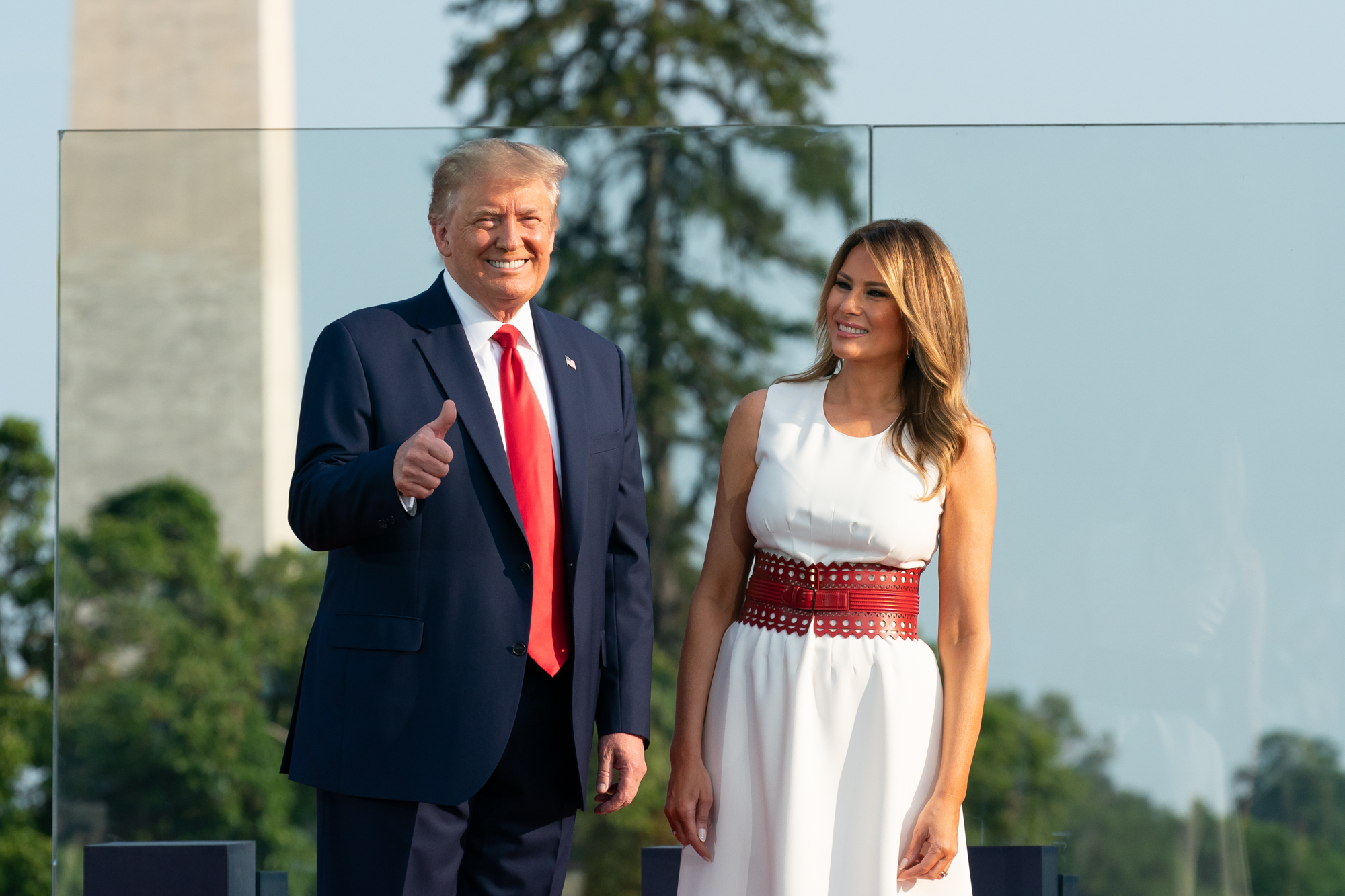
Мелания и Дональд,
День независимости США (2020 год)

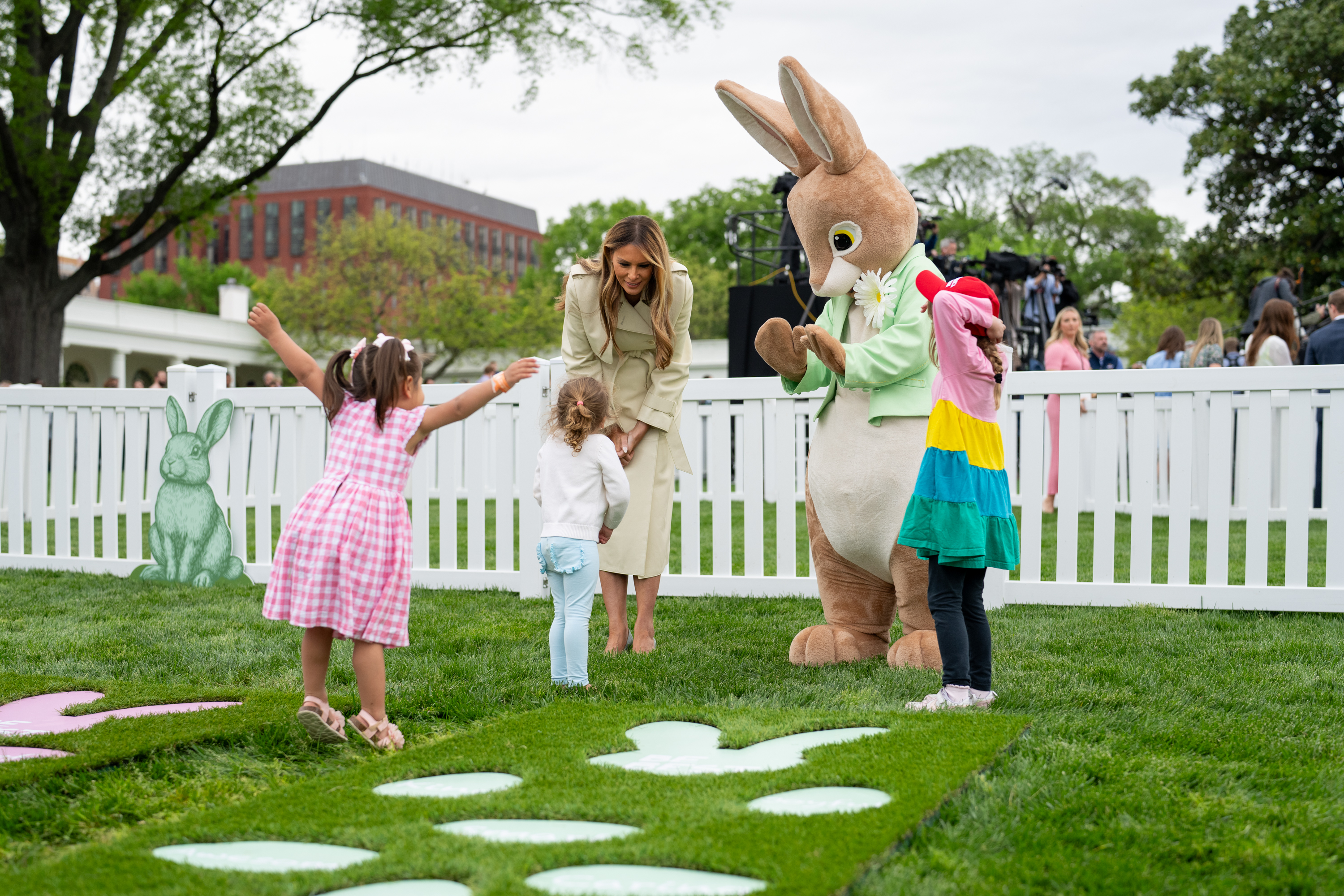
Мелания, праздник Пасхи (2025 год)

В начале мая 2018 года Мелания объявила о запуске своей программы «Be Best» (рус. «Будь лучшим»), направленной на информирование детей о борьбе с трудностями современной жизни. Кроме того, она обещала напрямую поднимать с лидерами технологической сферы вопросы онлайн-поведения детей и повышения уровня осведомлённости об этом. Мелания обратилась к присутствовавшим на церемонии представителям «Microsoft», «Google», «Twitter», «Facebook», членам администрации и другим, выразив надежду, что они будут плотно работать вместе следующие годы.
В середине месяца Мелания прошла процедуру эмболизации сосудов почек. Операция прошла успешно и без осложнений. Первая леди провела в больнице около недели и по итогу была выписана.
В конце июня 2018 года первая леди посетила центр содержания детей-мигрантов в Аризоне. Мелания также приняла участие в семинаре по нелегальной иммиграции.
В октябре 2018 года Мелания совершила пятидневное турне по четырём странам Африки. Основными целями стали сохранение природы, проблемы детей и семей в целом. Трамп посетила Гану, Малави, Кению и Египет.
19 января 2019 года британское издание «The Daily Telegraph» опубликовала статью, в которой, в числе прочего, утверждалось, что карьера Мелании до замужества с Дональдом Трампом не была успешной. Уже через неделю издание принесло извинения и выразило готовность выплатить первой леди США компенсацию и судебные издержки в связи с искажением в статье фактов о её жизни.
После стрельбы в техасском Эль-Пасо 3 августа 2019 года, в результате которой погибло 23 человека, Мелания совместно с супругом посетили больницу, где навестили пострадавших. Они также встретились с семьями выживших, персоналом медицинского учреждения и спасателями.
1 октября 2020 года стало известно, что Дональд и Мелания заразились коронавирусом. Врачи сообщали о хорошем самочувствии первой леди на протяжении всего периода течения болезни.
8 ноября 2020 года Мелания призвала «учитывать все законные голоса».
По её словам, каждый гражданин США заслуживает честного проведения президентских выборов. Обращение было опубликовано в «Twitter»:

«Каждый законный — не незаконный — голос должен быть учтён. Мы должны защитить нашу демократию с помощью полной транспарентности»

26 апреля 2025 сопровождала своего мужа на церемонии прощания с папой римским Франциском.
Выступала за принятие закона «Take It Down Act», который приравнивает публикацию интимных дипфейков без согласия жертвы к федеральным преступлениям. 19 мая 2025 года приняла участие в его подписании.

## Образ Мелании в искусстве

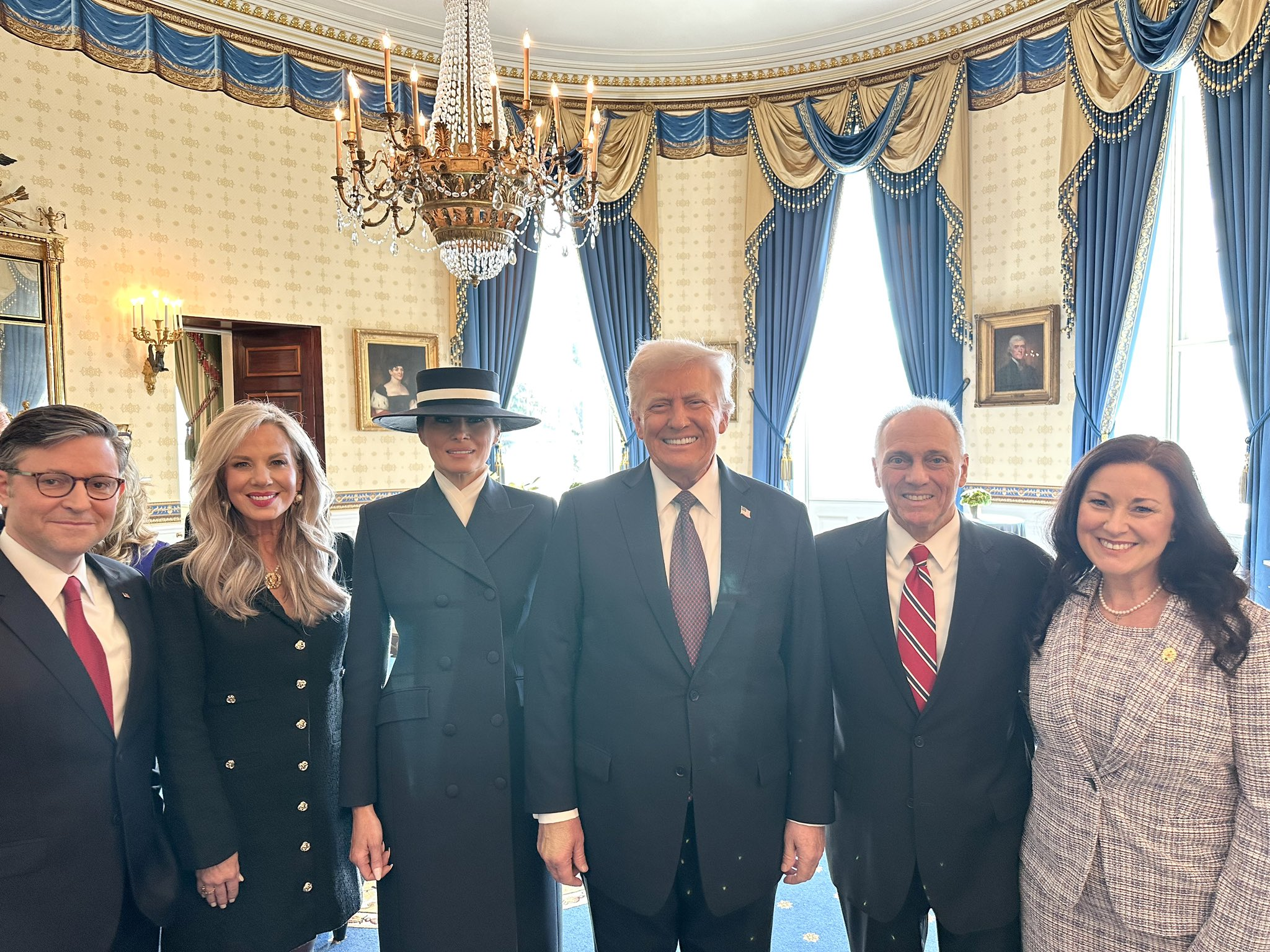
Мелания (слева от Трампа), в Голубой комнате незадолго до второй инаугурации своего мужа

Скульптор Стиво Селак из Боснии и Герцеговины создал статую Мелании в 2017 году. В 2018 году Музей мадам Тюссо в Нью-Йорке представил её восковую скульптуру.
5 июля 2019 года статуя, вырезанная из ствола дерева, была представлена на берегу реки Сава в Рожно, недалеко от родного города Мелании, Севницы. Работа была заказана американским художником Брэдом Дауни, который нанял местного мастера и художника Алеша Жупевца для создания статуи. Образ Мелании был стилизован под голубое платье, в котором она была во время первой инаугурации своего мужа. В июле 2020 года статуя была сожжена. Однако позже на её месте была установлена похожая статуя из бронзы. В мае 2025 года статуя была украдена.